# Løgstør Grunde
Løgstør Grunde  er et lavvandet område i Limfjorden ved Løgstør. Grundene var til stor gene for skibsfarten på fjorden, men for Løgstør betød de masser af arbejdspladser, idet mange af byens borgere var beskæftiget med at lægte de store skibe over grundene. Det erhverv forsvandt med anlæggelsen af Frederik den VII's kanal i 1861. Nu kunne skibene passere igennem denne uden problemer.
|  | Denne artikel om lokaliteten Løgstør Grunde kan blive bedre, hvis der indsættes et (bedre) billede. Du kan hjælpe ved at afsøge Wikimedia Commons for et passende billede eller lægge et op på Wikimedia Commons med en af de tilladte licenser og indsætte det i artiklen. |

56°57′54.53″N 9°13′23″Ø / 56.9651472°N 9.22306°Ø
 Der er for få eller ingen kildehenvisninger i denne artikel, hvilket er et problem. Du kan hjælpe ved at angive troværdige kilder til de påstande, som fremføres i artiklen.